# Saffire
Saffire Corporation est un ancien développeur de jeux vidéo américain basé à American Fork dans l’Utah fondé par Hal Rushton en 1997. Le studio réalise surtout des portages sur des consoles comme la Game Boy, la Nintendo 64 ou la PlayStation, mais il développe également ses propres jeux, tels BioF.R.E.A.K.S. ou Top Gear Rally 2 sur Nintendo 64.

## Jeux développés
| Titre                                         | Éditeur                  | Plate-forme                           | Date de sortie |
| --------------------------------------------- | ------------------------ | ------------------------------------- | -------------- |
| James Bond 007                                | Nintendo                 | Game Boy                              | 1998           |
| Oddworld Adventures                           | GT Interactive           | Game Boy                              | 1998           |
| Oddworld Adventures 2                         | GT Interactive           | Game Boy Color                        | 1999           |
| StarCraft: Brood War                          | Blizzard, Sierra On-Line | Windows, Mac OS                       | 1998           |
| BioF.R.E.A.K.S.                               | Midway                   | Nintendo 64, PlayStation              | 1998           |
| Rampage World Tour                            | Midway                   | Nintendo 64                           | 1997           |
| CyberTiger                                    | Electronic Arts          | Nintendo 64                           | 2000           |
| Top Gear Rally 2                              | Kemco                    | Nintendo 64                           | 1999           |
| Xena: Warrior Princess - The Talisman of Fate | Titus Software           | Nintendo 64                           | 1999           |
| Tom Clancy's Rainbow Six                      | Red Storm Entertainment  | Nintendo 64                           | 1999           |
| ESPN MLS Gamenight                            | Konami                   | PlayStation                           | 2000           |
| Lego Bionicle                                 | Nintendo                 | Game Boy Advance                      | 2001           |
| E.T.: Escape from Planet Earth                | NewKidCo                 | Game Boy Color                        | 2001           |
| Billy Bob's Huntin' n Fishin'                 | Midway                   | Game Boy Color                        | 1999           |
| Hot Wheels: Velocity X                        | THQ                      | Game Boy Advance                      | 2002           |
| Army Men: Sarge's Heroes                      | Midway                   | Dreamcast                             | 2000           |
| Barbarian                                     | Titus Software           | PlayStation 2                         | 2002           |
| Bilbo le Hobbit                               | Sierra Entertainment     | Game Boy Advance                      | 2003           |
| Peter Pan: The Motion Picture Event           | Atari                    | Game Boy Advance                      | 2003           |
| Van Helsing                                   | Vivendi Universal        | PlayStation 2, Xbox, Game Boy Advance | 2004           |
| Thunderbirds                                  | Vivendi Universal        | Game Boy Advance                      | 2004           |